# Snow Dome
Snow Dome är ett berg i Kanada.   Det ligger i provinserna Alberta och British Columbia, i den centrala delen av landet, 3 100 km väster om huvudstaden Ottawa. Toppen på Snow Dome är 3 456 meter över havet, eller 200 meter över den omgivande terrängen. Bredden vid basen är 2,3 km.
Terrängen runt Snow Dome är bergig västerut, men österut är den kuperad.Trakten runt Snow Dome är nära nog obefolkad, med mindre än två invånare per kvadratkilometer.. Det finns inga samhällen i närheten. 
Trakten runt Snow Dome är permanent täckt av is och snö.